# كريستيان بيريز (لاعب كرة قدم مواليد 1990)
كريستيان بيريز (بالإسبانية: Cristian Pérez) هو لاعب كرة قدم أوروغواياني في مركز الوسط، ولد في 18 مايو 1990 في مونتيفيديو في الأوروغواي. لعب مع ديفينسور سبورتينغ ورامبلا جونيورز وريفر بليت وسنترال إسبانيول.

## وصلات خارجية
- كريستيان بيريز على موقع قاعدة بيانات كرة القدم.إي يو (الإنجليزية)
- كريستيان بيريز على موقع Soccerway.com (الإنجليزية)